# Mai 2017
Mai 2017 est le 5e mois de l'année 2017.

## Évènements
- 1 mai : Mark Selby conserve son titre de champion du monde de snooker en battant John Higgins.
- 3 mai : un attentat à Kaboul (Afghanistan) fait au moins 8 morts.
- 4 mai : 
  - élections législatives en Algérie ;
  - élections locales au Royaume-Uni ;
  - Facebook atteint les 2 milliards d'utilisateurs.
- 6 mai : élections législatives à Niue.
- 7 mai :
  - élection présidentielle en France (2e tour), Emmanuel Macron est élu ;
  - élections régionales au Schleswig-Holstein (Allemagne).
- 9 mai :
  - élection présidentielle en Corée du sud, Moon Jae-in est élu ;
  - élections générales en Colombie-Britannique (Canada).
- 9, 11 et 13 mai : demi-finales et finale du Concours Eurovision de la chanson en Ukraine.
- 10 mai :
  - élections législatives aux Bahamas ;
  - les Forces démocratiques syriennes prennent à l'État islamique le barrage et la ville de Tabqa[1].
- 12 mai : une cyberattaque d'envergure mondiale est menée contre de nombreuses organisations.
- 13 mai : le pape François prononce la canonisation de Jacinta et Francisco Marto à Fátima (Portugal).
- 14 mai : élections régionales en Rhénanie-du-Nord-Westphalie (Allemagne).
- 15 mai : au lendemain de l'investiture du nouveau président français, Emmanuel Macron nomme Édouard Philippe Premier ministre ; le gouvernement Édouard Philippe (1) est formé le 17.
- 19 mai : élection présidentielle en Iran, Hassan Rohani est réélu.
- 21 mai :
  - référendum en Suisse ;
  - le régime syrien reprend le contrôle de toute la ville de Homs après l'évacuation du dernier quartier tenu par les rebelles.
- 22 mai : un attentat à Manchester (Royaume-Uni) lors d'un concert d'Ariana Grande fait 22 morts.
- 23 mai :
  - bataille de Marawi aux Philippines ;
  - un attentat-suicide à Bosasso (Somalie) fait cinq morts.
- 24 mai : élections législatives aux Îles Caïmans.
- 25 mai :
  - sommet de l'OTAN à Bruxelles en Belgique ;
  - premier vol d'essai du lanceur spatial Electron.
- 26 mai : attentat contre des pèlerins en Égypte.
- 26 et 27 mai : sommet du G7 à Taormine en Italie.
- 27 mai : élection du chef du parti conservateur au Canada.
- 31 mai : en Afghanistan, un attentat au camion piégé à Kaboul fait au moins 150 morts.